# Ngô Thọ Mộng
Ngô Thọ Mộng (chữ Hán: 吳壽夢; trị vì: 585 TCN-561 TCN), là vị vua thứ 19 của nước Ngô thời Xuân Thu trong lịch sử Trung Quốc.

## Xung đột với nước Sở
Ông mang họ Cơ, là con của Ngô Khứ Tề – vua thứ 18 nước Ngô. Năm 586 TCN, Ngô Khứ Tề mất, Thọ Mộng lên nối ngôi.
Nước Ngô thời Thọ Mộng bắt đầu lớn mạnh. Thọ Mộng bèn xưng vương, ngang hàng với thiên tử nhà Chu và nước Sở hùng mạnh đang tranh chấp ngôi bá chủ với nước Tấn.
Năm 584 TCN, đại phu nước Sở là Vu Thần oán trách tướng nước Sở là Tử Phản, bỏ trốn sang nước Tấn. Nước Tấn cử Vu Thần đi sứ nước Ngô. Thọ Mộng thu dụng Vu Thần. Người nước Ngô được Vu Thần dạy cho cách đi xe và dùng binh pháp.
Thọ Mộng dùng con Vu Thần làm quan nước Ngô. Từ đó nước Ngô bắt đầu giao thiệp với các nước ở trung nguyên. Ngô Thọ Mộng có thế nước lớn mạnh, mang quân đánh phá nước Sở.
Năm 570 TCN, Sở Cung vương mang quân đánh Ngô để báo thù, tiến đến đất Hành Sơn mới rút lui.

## Truyền ngôi
Ngô vương Thọ Mộng có bốn người con trai là Chư Phàn, Dư Sái, Dư Muội và Quý Trát. Trong 4 người thì Quý Trát tài giỏi hơn cả. Vì thế Thọ Mộng muốn nhường ngôi cho Quý Trát, nhưng Quý Trát từ chối.
Năm 561 TCN, Ngô vương Thọ Mộng qua đời. Ông ở ngôi được 25 năm. Thọ Mộng dặn lại anh em Chư Phàn hãy truyền ngôi cho em để tuần tự đến Quý Trát. Chư Phàn lên nối ngôi vua.